# Parc Chabrières
Le parc Chabrières est un parc municipal urbain situé sur la commune d’Oullins-Pierre-Bénite (anciennement Oullins).

## Historique
La commune achète en 1929 une propriété bourgeoise en vue d’en faire un espace vert ouvert au public.
Il s'agissait d'une propriété privée du XVIIIe siècle appartenant aux familles Perroussel et Loire. François Barthélemy Arlès-Dufour acquiert la propriété au XIXe siècle en y faisant certains travaux de terrassement, en installant la première passerelle sur l'Yzeron et en construisant les chalets destinés à ses enfants. L'ensemble de la propriété s'appelait le Montroses et comprenait une ferme, des terres agricoles.
Les Chabrières étaient les descendants d'Arlès Dufour et vendirent le domaine de 12 hectares à la commune en 1929.
Une partie du domaine fut cédée à la Société nationale des chemins de fer français et l'autre transformée en parc public.
En 1930, la maison bourgeoise servit de collège des filles.
L’iriseraie fut installée en 1987. Les journées de l'Iris, s'y déroule depuis 1991.

## Description et vie du parc
Le parc est composé de plusieurs espaces notables dont une iriseraie, une aire de jeux et plusieurs chalets. Plusieurs associations ont leur siège dans des bâtiments situés dans le parc :
- Pour l’Histoire d’Oullins
- le Groupe mycologique et naturaliste d’Oullins et environs
- L’Entente des peintres oullinois
- Music’85
- Musique O Parc
- ÉCohlCité (école internationale de peintres muralistes).

## Agencement
Le parc est situé sur une colline à la limite des communes d’Oullins-Pierre-Bénite et de La Mulatière, le long de l’Yzeron, affluent du Rhône.

### Accès
Le Parc possède trois entrées : 
- une entrée principale donnant vers l’est au 44 Grande Rue.
- un portillon côté nord-ouest rue Lionel Terray,
- un portillon côté sud donnant sur la passerelle au-dessus de l’Yzeron vers le boulevard Émile Zola.

Une allée principale goudronnée dessert l’ensemble des zones du parc, ce qui le rend en partie accessible aux personnes à mobilité réduite.